# 315 (عدد)
315 هو عدد صحيح، يلي العدد 314 وويسبق العدد 316.

## في الرياضيات

### خصائص
- عدد طبيعي.[3]
- عدد زوجي.[4][5]
- عدد موجب،[6] السالب منه هو -315.[7]

## في التاريخ
- 315 هـ هي سنة في التقويم الهجري.
- هي سنة 315 م في التقويم الميلادي.

## وصلات خارجية
الأعداد الصاتمة، ديوان اللغة العربية.